# Atac a l'hotel Splendid de Ouagadougou
El 15 de gener de 2016, homes proveïts d'armes pesants van atacar el restaurant Cappuccino i l'Splendid Hotel al centre de Ouagadougou, la capital de Burkina Faso freqüentat per expatriats, soldats francesos i estatunidencs, membres de l'ONU i diplomàtics locals. Com a mínim 29 persones van ser-hi assassinades i una trentena van resultar-hi ferides. Un total de 176 ostatges van ser alliberats de l'hotel en un contraatac del govern el matí següent, quan va acabar el setge, en què van morir tres dels terroristes. Un altre hotel, el Yibi, situat just davant, va ser assetjat i va morir un altre dels atacants. Aquest atac va ser el primer gran atemptat del gihadisme a la història de Burkina Faso.
L'atemptat va ser obra del batalló Al Murabitun, que es va sumar Al-Qaida del Magrib Islàmic el desembre de 2015. En un comunicat en què AQMI reivindicava l'atemptat, va proferir amenaces contra França i va qualificar la seva acció com un acte de "venjança contra França i l'Occident infidel", segons la traducció del Grupo Site Intelligence que monitoreja els mitjans gihadistes.

## Rerefons
Seguint la Guerra de Líbia de 2011, el país veí de Mali ha estat destrossat per la inestabilitat incloent atacs islàmics, en el conflicte del nord de Mali. Els països veïns també han experimentat insurreccions en contra de Boko Haram.
Més localment, l'Revolució de Burkina Faso de 2014 que va enderrocar al president Blaise Compaoré. El Cop d'Estat de 2015 va ser eventualment posat sota pressió de la Unió Africana, i les eleccions generals de novembre de 2015 portaren que Roch Marc Christian Kaboré esdevingués president electe de Burkina Faso. Burkina Faso és part dels països G5 Sahel, orfanització formada per contraatacar els atacs insurgents. L'hotel va ser usat esporàdicament per les tropes franceses en part de l'Operació Barkhana.
El 15 de gener de 2016, més d'hora, al voltant de les 14:00 (hora local), prop de 20 "individus no identificats fortament armats" van atacar la comisaria de Tin Abao, prop de la frontera amb Mali, segons l'exèrcit. El Ministeri de Seguretat va anunciar també que una parella austríaca va ser segrestada durant la nit, al nord de Burkina Faso, prop, també, de la frontera amb Malí. Un portaveu del Ministeri de Relacions Exteriors d'Àustria va declarar que el seu país no disposava de més informació però que estaven «investigant l'assumpte urgentment». No obstant això, més tard, es va notificar que la parella era originària d'Austràlia.

## Atacs

### Cappuccino i Splendid Hotel
El 15 de gener de 2016, a les 19ː45 GMT, sis homes armats i encaputxats amb turbants van arribar en vehicles de quatre rodes i van cremar deu vehicles estacionats. Van atacar primer el restaurant-café Capuccino i es van atrinxerar i van prendre ostatges a l'Splendid Hotel (ubicat just davant) Alguns ostatges van assegurar que els atacants, que parlaven en àrab entre ells, disparaven a tots els homes i dones, especialment els blancs o amb aparença occidental que trobaven al seu pas.
L'hotel-casino Splendid, de quatre estrelles i 147 habitacions, està situat a l'avinguda Kwame Nkrumah en el sector financer del centre de Ouagadougou. Tant l'hotel com la cafeteria són llocs freqüentats per homes de negocis i turistes estrangers, especialment occidentals. L'hotel també era usat pel personal diploàtic de les Nacions Unides i per les tropes de França que participaven en l'operació Barkhana, que combat el gihadisme al Sahel, amb base al Txad.
Mientre es produïa l'atac, s'estava celebrant a l'hotel un sopar de l'ASECNA (Agència per a la Seguretat de la Navegació Aèria a l'Àfrica i a Madagascar), a la qual van assistir 200 persones.

#### Contraatac
A la 1.00 h de l'endemà (hora local), després que les forces nacionals van intentar alliberar un nombre desconegut d'ostatges usant explosius per entrar a l'edifici, dos grups de forces de seguretat van entrar al lobby principal cinc hores després que el setge comencés, quan es va notificar un tiroteig. Un grup de gendarmes havia ingressat abans que els soldats i van haver de sortir. La Radio Televisió de Burkina Faso va informar de diversos tirotejos durant 40 minuts en direcció a l'hotel. També va assenyalar que uns 33 ostatges havien estat alliberats per les forces de seguretat, inclòs el ministre de Serveis Públics, Treball i Seguretat Social, Clement Sawadogo, segons va notificar la Ministra de Comunicacions Remis Dandjinou. Hores després es van acabar els trets i van ser vistos cossos fora de l'hotel. Després de l'inici del contraatac, el lobby de l'hotel i altres sectors de l'edifici van entrar en flames i es van sentir una gran quantitat de crits. Habitants de la ciutat van mostrar, a través de vídeos pujats a les xarxes socials, els vehicles en flames davant l'hotel, crits, explosions i trets. Els intercanvis de trets entre les forces de seguretat i els atacants van prosseguir a les 6ː40 del matí (hora local) juntament amb petites detonacions procedents del café Cappuccino.
Soldats burkinesos i francesos van dur a terme una operació conjunta en què van prendre pis per pis les posicions dels terroristes que s'atrixeraven a les plantes superiors de l'hotel. El setge al Splendid Hotel va acabar l'endemà al matí amb l'alliberament de 126 ostatges, quasi la meitat dels quals van ser ferits en el procés. L'ambaixador francès a Ouagadougou va declarar que es van alliberar 150 persones. També va notificar que els terroristes havien col·locat explosius en diversos pisos de l'edifici, dificultant l'avanç de les forces de seguretat i demorant el rescat.
Un grup de soldats dels Estats Units i França van arribar al lloc juntament amb soldats de l'Exèrcit de Burkina Faso. Un desconegut odicial del Departament de Defensa dels Estats Units va dir que França va requerir la seva intel·ligència de vigilància i suport a la ciutat i que com a mínim un membre militar del país estava donant "consell i assistència" a les forces franceses a l'hotel. Desenes de membres de les forces franceses van arribar des de Mali. Equips mèdics francesos van ser enviats per donar suport a Ouagadougou, així com oficials forenses.
Com que l'aeroport es troba a uns 1,5 km del lloc dels atacs, els vols d'Air France i Turkish Airlines van ser desviats a Niamey, Níger.

## Víctimes
| Ciudadania    | Morts |
| ------------- | ----- |
| Burkina Faso  | 5     |
| Canadà        | 6     |
| Ucraïna       | 4     |
| Estats Units  | 1     |
| França        | 2     |
| Països Baixos | 1     |
| Suïssa        | 2     |
| Portugal      | 1     |
| Altres        | 7     |
| Total         | 29    |

Inicialment es van notificar 20 víctimes mortals, però en conèixer-se els dos atacs la xifra va augmentar fins als 23 i a 29 en un posterior recompte. Entre la trentena de ferits està la fotògrafa franco-marroquí Leila Alaoui. Quatre militants van ser abatuts. Deu cossos van ser trobats pels bombers al carrer de davant del restaurant amb el restaurant com a destinació.
Entre els morts hi ha persones de 18 nacionalitats diferents segons declaracions del ministre de Seguretat Simon Compaore en la ràdio estatal. Gilles Thibault, ambaixador francès a Ouagadougou va declarar inicialment que hi havia 27 morts. Es va saber que un dels ostatges era ciutadà de l'Índia, un altre ciutadà francès i un altre, nord-americà.
Després de les primeres identificacions de cadàvers s'ha confirmat que dues de les víctimes eren d'origen francès. També hi ha sis canadencs, un americà, un portuguès, i altres víctimes dels Països Baixos, Rússia o la Xina. Una de les víctimes va ser Jean-Noël Rey, ex membre del parlament suís i CEO de Swiss Post, que havia estat de visita en una escola fundada per una associació suïssa. El govern ucraïnès ha confirmat que entre les víctimes hi ha una família completa ucraïnesa.

## Responsabilitat
Al-Qaeda del Magrib Islàmic va reclamar la responsabilitat per l'atac. El Grup d'Intel·ligència SITE va citar una declaració del grup que deia: «[Els] germans mujahideen […] irrompem en el restaurant d'un dels majors hotels de la capital de Burkina Faso i ara estem atrinxerats i els xocs continuen contra els enemics de la religió». També es va publicar un document que va descriure la raó de l'atac de «venjança contra França i Occident», i que els militants eren part del grup Al Murabitun que al desembre de 2015 van declarar la seva lleialtat a AQMI.
Testimonis presencials van dir que els autors eren «de pell clara» i parlaven una llengua no nativa del país. Més tard, dos dels atacants van resultar ser subsaharians i un àrab. Inicialment es va informar que entre els sis atacants armats hi havia dues dones segons un anunci fet pel govern, no obstant això l'ambaixador francès Gilles Thibault, va negar aquesta última dada assegurant que tots els atacants eren homes. El govern burkinés va agregar que es van trobar els cossos de tres atacants «molt petits».
Una agència privada de notícies de Mauritània va difondre un missatge del grup islàmic indicant que hi va haver fins a 30 morts. El portaveu no va ser identificat però sí que es va reconèixer que parlava árabe hassanía utilitzat al sud-oest del Magreb.

## Reaccions

### A Burkina Faso
El president Roch Marc Christian Kaboré va encapçalar una reunió d'emergència amb el seu ganibet i llavors, juntament amb el primer ministre Paul Kaba Thieba, va arribar a l'escena de l'atac al migdia del 16 de gener. Allà Kaboré va dir que era «un atac que s'ha de combatre». També el va qualificar de «covard i endimoniat». Es va declarar llavors dol nacional durant 72 hores.
Les autoritats locals de Ouagadougou van imposar un toc de queda des de les 23:00 del 15 de gener fins a les 6:00 hores de l'endemà.

### Internacionals
- Canadà — En anunciar la mort de sis dels seus conciutadans, el primer ministre canadenc Justin Trudeau va condemnar «els actes de violèncis sense sentit contra civils innocents».[9]
- Costa d'Ivori — El President de l'Assemblea Nacional de Costa de Marfil, Guillaume K. Soro va expressar la seva «compassió i solidaritat al govern i al poble» de Burkina Faso.[36]
- Espanya — El Ministeri d'Afers Exteriors i Cooperació d'Espanya va declarar que no tenia constància de si hi havia espanyols entre les víctimes.[7]
- Estats Units — L'ambaixada d'Estats Unitsva emetre un comunicat a Twitter indicant que, tot i que era conscient de la situació, no hi havia cap notificació que hihagués cap ciutadà estatunidenc a l'interior de l'hotel i va instar també els seus ciutadans d'evitar la zona del centre de la ciutat.[25]
- França — L'ambaixada de França a Ouagadougou va anunciar que un atac terrorista estava s'estava cometent i va instar els seus ciutadans d'evitar la zona. Va agregar també que no tenia coneixement de si hi havia ciutadans francesos a l'interior de l'hotel.[11][25] El consulat francès de la ciutat va estendre la "zona roja" de perill en el país per als ciutadans francesos, desaconsellant viatjar a gran part de Burkina Faso. Abans de l'atac, es recomanava prudència als visitants de la ciutat.[16]

El president francès, François Hollande, va emetre un comunicat en què dia: «El President de la República expressa el seu recolzament total al president Kaboré i al poble de Burkina Faso en aquest atac odiós i covard que ha colpejat Ouagadougou». El primer ministre Manuel Valls va escriure, en el seu perfil de Twitter: «En colpejar Burkina Faso, els terroristes han atacat novament el món. Junts respondrem i ho superarem #JeSuisOuaga».
- Mèxic — La Secretaria de Relacions Exteriors va condemnar els atacs per mitjà d'un comunicat.[37]
- Regne Unit — El Ministeri de Relacions Exteriors i de la Mancomunitat de Nacions del Regne Unit va emetre un avís per als seus ciutadans perquè evitessin visitar el país.[9]
- Rússia — El Ministre d'Afers exteriors de Rússia va condemnar els atacs.[38]